# Kinga Choszcz
Kinga Choszcz, írói nevén Kinga Freespirit (Gdańsk, 1973. április 10. – Accra, 2006. június 9.) hírneves lengyel utazó és útikönyvszerző.
Útitársával, Radosław Siudaval (az olvasók Chopin néven ismerik), autóstop révén végigkóborolta az egész világot, s világszerte nagy sikerű könyveket írt róla. Egyik utazása során, Ghánában maláriában hunyt el.

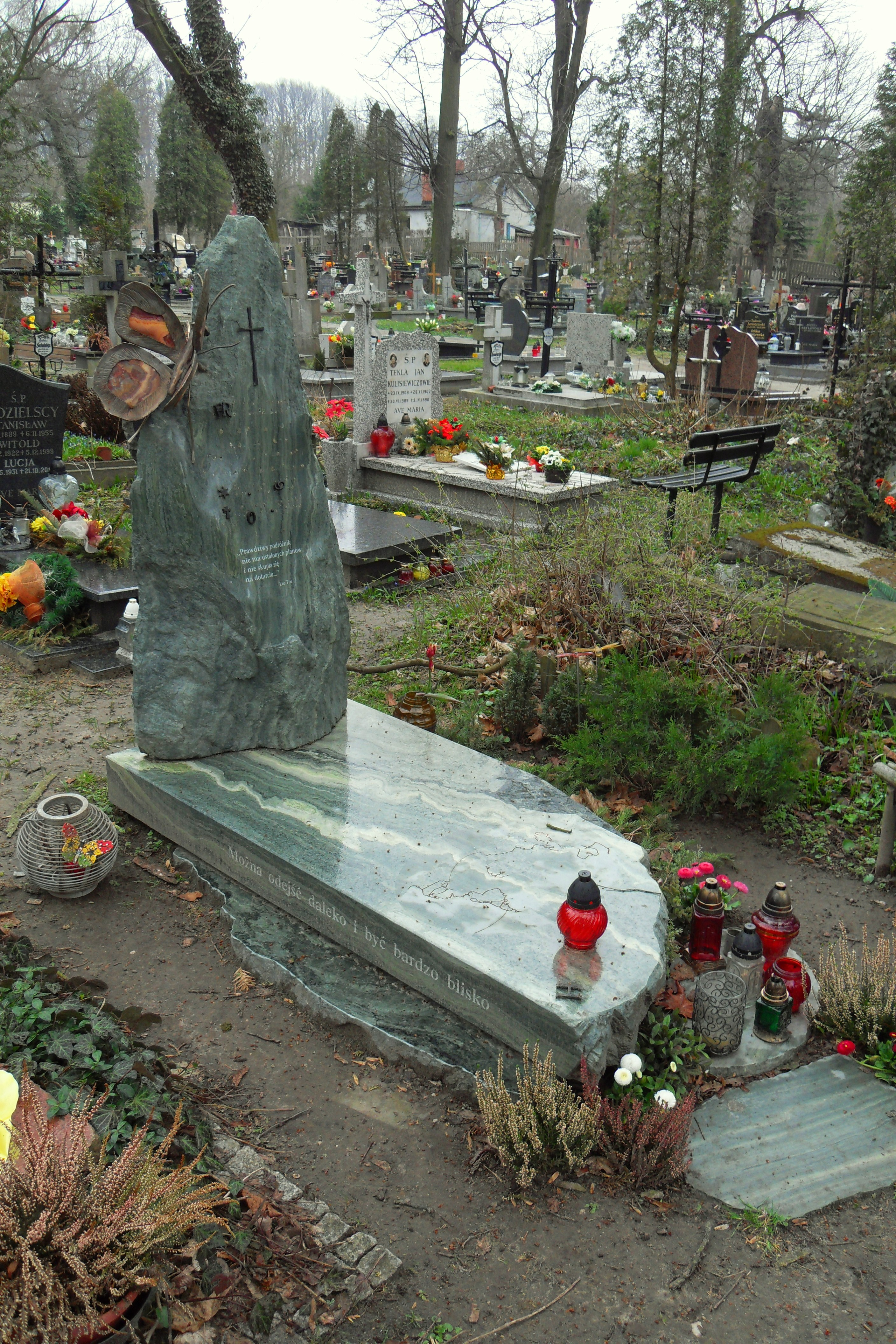
Kinga Choszcz sírja

## Utazásai
1998-ban az Egyesült Államokban kezdődött autóstoppos túrája. Észak-Amerikán, Dél-Amerikán, Ausztrálián végigstoppolva öt év múlva tért vissza Lengyelországba. Különleges kalandjai között szerepelt magánrepülővel való stoppos utazás Alaszkában, jachttal történő utazás Új-Zéland szigetei közt, traktor-stop Tibetben. Írói sikereinek a kalandos témákon túlmutató titka, hogy írásai a hidegháború utáni új nemzedék életérzéseit tükrözték vissza, s a korunkban divatos, kiábrándult hangulatú irodalmi művek övezetében, az emberi nyitottság és segítőkészség elemi erejű kifejezőivé váltak.

## Könyvei
- Stoppold végig a világot
- Teveháton a Mennyországba
- Sors által vezetve
- Az én Afrikám